# 山縣勝見
山縣 勝見（やまがた かつみ、旧姓・辰馬、1902年〈明治35年〉2月18日 - 1976年〈昭和51年〉10月29日）は、日本の実業家、政治家、商学博士。興亜火災海上保険会長、厚生大臣（第22、23代）、参議院議員（1期）。西宮市長の辰馬夘一郎は実兄。

## 来歴・人物

### 生い立ち
兵庫県武庫郡西宮町（現西宮市）出身。辰馬卯一郎の五男。辰馬本家は清酒「白鹿」で知られるが、勝見の実家の本町辰馬家も酒造業を営んでいた。神戸一中、第三高等学校を経て、1925年（大正14年）、東京帝国大学法学部政治学科を卒業。辰馬本家が経営する辰馬海上火災保険に入社。
外国部勤務となって海外再保険取引の業務に携わる。やがて、辰馬本家出身で当時の社長であった辰馬吉左衛門（13代目）にその能力を見込まれた勝見は、吉左衛門の弟、浅尾豊一の次女で東京新川の酒問屋、山縣家の養女となっていた富貴子と結婚して、後継者のいなかった山縣家を再興することになる。

### 実業家として
辰馬海上火災（現損害保険ジャパン）に入社した山縣は、若くして常務取締役に栄進。一方、辰馬家の経営する辰馬汽船の取締役にも1932年（昭和7年）12月就任し、次いで1934年（昭和9年）5月には副社長兼専務取締役に選任される。
やがて、1938年（昭和13年）10月には辰馬汽船社長、1943年（昭和18年）10月には辰馬海上火災保険社長に就任し、両社の最高責任者となる。1940年（昭和15年）半ばから国家統制の時代を迎え山縣は戦時統制経済下の各委員会や団体などの役員を歴任。
辰馬本家酒造、安治川土地、台湾オフセット印刷各取締役、萬歳酒造監査役、辰馬専務理事などを務めた。
国家産業として海運の国民海事思想の普及に努めるため、1940年（昭和15年）6月辰馬海事記念財団を設立（現在の山縣記念財団）。1943年（昭和18年）になると戦局の重大化に伴い、運航実務者の集約と企業統合が必要との政府の意向を受け山縣は、辰馬汽船を中心に海運会社の合併・株式の取得等により集約を実行した。
一方、損保業界においても、1944年（昭和19年）2月、当初から合併協議中であった辰馬海上火災保険と大北火災海上運送保険の2社に加え、関係当局から大阪に本拠を置く神国海上火災保険と尼崎海上火災保険とも合併協議するよう要請を受け、山縣は直ちに関係者と急遽協議し、わずか2日で4社合併をまとめあげた。
新会社は、興亜海上火災運送保険（1954年、2月興亜火災海上保険と改称）と称し、山縣は会長に就任する。
敗戦による財閥解体指令により、辰馬汽船株式の65%を所有する辰馬本家商店が1947年（昭和22年）、財閥指定され、解散することになった為、辰馬汽船は辰馬家との資本関係がなくなった。山縣は会社再建のため社員から新社名を募集し新社名「新日本汽船」（商船三井の前身社のひとつ）となる。

### 政治家として
山縣はじめ当時再発足した日本船主協会の首脳は、速やかに海運の民営還元を断行を主張した。1950年（昭和25年）1月、山縣は日本船主協会会長に選任され4月に民営還元が実現する。また山縣は日本海員組合と日本船主協会との間に、戦後最初の労使間労働協約を締結したほか、民営還元に関する幾多の問題を解決した。
当時の海運問題は、ほとんどが政治問題であったため、日本船主協会会長として1950年（昭和25年）6月の第2回参議院通常選挙に兵庫県選挙区から自由党で出馬して当選し、参議院議員となった。同月に勃発した朝鮮戦争は、世界規模の船腹不足を招き、この結果、1951年（昭和26年）1月以降、総司令部が相次いで外国定期航路の開設を許可し日本商船の外航進出が本格化した。又その同じ月、1951年（昭和26年）1月、参議院運輸常任委員会委員長となっていた山縣は、「外航船舶緊急増強に関する決議案」を衆参両院に提案し、満場一致でこれを成立させる。
一方対日講和条約締結が近づくと、米英の国内特に海運業界から、日本海運に対し制限条項を設けるべきという意見が台頭したが、山縣は日本経済の再建のためには海運の再建しかない。と強く訴え米国海運界や対日海運問題に関係する国務、商務両省及び陸海軍並びに国会の他、海運界の代表などと交渉し問題解決に尽力した。
1952年（昭和27年）、第3次吉田第3次改造内閣の国務大臣、第4、5次吉田内閣の厚生大臣となった。
また山県文庫を創刊、国鉄理事、自民党総務相談役も務めた。
この間、1953年（昭和28年）5月18日には、昭和天皇に厚生大臣として拝謁。中国大陸からの引揚者援護の状況のほか、ハンセン病および結核対策、国民健康保険など1時間20分にわたり説明を行う。また、同年6月30日には九州地方を襲った水害の被災への救護対策などを説明した。
1959年（昭和34年）春の褒章で保険事業に携わり興亜火災海上保険社長として損害保険事業の発達に尽くし日本の金融経済の振興に貢献したとして藍綬褒章受章。
1972年（昭和47年）春の叙勲で勲一等瑞宝章受章。
1976年10月29日死去、74歳。死没日をもって正三位に叙され、銀杯一組を賜った。

### 人柄
趣味は読書、スポーツ、ゴルフ、美術、書画。住所は兵庫県西宮市毘沙門町、同市安井町、東京都世田谷区成城。
1960年（昭和35年）10月より日本ヨット協会（現日本セーリング連盟）会長を務め、第18回オリンピック競技大会（東京オリンピック）ヨット競技の競技会長を務めた。またオリンピック競技会場となった江の島ヨットハーバーを管理する江ノ島ヨットクラブの名誉会長も務めた。

## 役職歴
- 1938年（昭和13年）10月 - 辰馬汽船株式会社取締役社長[9]
- 1943年（昭和18年）10月 - 辰馬海上火災保険株式会社取締役社長[9]
- 1944年（昭和19年）2月 - 興亜海上火災運送保険株式会社取締役会長[9]
- 1948年（昭和23年）12月 - 新日本汽船株式会社取締役社長[9]
- 1952年（昭和27年）
  - 2月 - 萬歳酒造株式会社取締役会長[9]
  - 7月 - 日本運送株式会社取締役会長[9]
- 1956年（昭和31年） 5月 - 米船運航株式会社取締役会長[9]
- 1957年（昭和32年）11月 - 興亜火災海上保険株式会社取締役社長[9]
- 1960年（昭和35年）10月 - 日本ヨット協会（現日本セーリング連盟）会長[9]
- 1962年（昭和37年）5月 - 新日本汽船株式会社取締役会長[9]
- 1963年（昭和38年）6月 - 合同酒精株式会社相談役[9]
- 1964年（昭和39年）4月 - 山下新日本汽船株式会社取締役会長[9]
- 1971年（昭和46年）11月 - 山下新日本汽船株式会社相談役[9]
- 1972年（昭和47年） 6月 - 興亜火災海上保険株式会社取締役会長[9]

## 学術研究歴
- 1940年（昭和15年）6月 - 財団法人辰馬海事記念財団（現財団法人山縣記念財団）理事長[11]
- 1965年（昭和40年）
  - 3月 - 学位論文「海運統制論」（JapanShippingControl）により明治大学大学院より商学博士の学位を受く[11]
  - 4月 - 明治大学大学院講師[11]
  - 7月 - 学校法人日通学園（流通経済大学）評議員[11]
  - 12月 - 財団法人海事産業研究所評議員監事[11]

## 家族・親族
辰馬家
- 父・夘一郎（先代）
- 兄・夘一郎（西宮市長） - 兵庫県西宮市本町出身。関西大学専門部中退[12]。1946年から1959年まで西宮市長を務めた。1949年に夙川沿いに1000本の桜の若木を植樹し、桜並木を作ったことでも知られる[13]。長男の辰馬謹一郎（ - 1978）は山下新日本汽船役員、山新運輸社長を務めた[14]。

山縣家
- 妻・富貴子（1904年 - ?、兵庫、浅尾豊一の二女）[1][3]
- 長男・元彦[1]（1935年 - 2011年） - 西宮市生まれ。慶應義塾大学法学部卒業後、新日本汽船に入社し、米国のジョージタウン大学留学を経てニューヨーク駐在[15]。内外汽船（株）相談役、（株）ナビックスライン元副社長、（財）山縣記念財団元理事[16]。妻の恒子は神戸電鉄社長・小林秀雄の娘[15]。山縣勝見は戦前、現神戸市風見鶏の館である異人館を所有していたことがあり、小林家はその隣の異人館（現旧シャープ住宅）に住んでいた[15]。
- 長女[3]

親戚
- 義父・浅尾豊一（萬歳酒造相談役、辰馬本家酒造社長）